# Lamancine
Lamancine ist eine französische Gemeinde mit 124 Einwohnern (Stand: 1. Januar 2022) im Département Haute-Marne in der Region Grand Est. Sie gehört zum Kanton Bologne und zum Arrondissement Chaumont. Die Bewohner werden Lamancinois und Lamancinoises genannt.

## Lage
Die Gemeinde Lamancine liegt nahe dem oberen Marnetal, 13 Kilometer nördlich von Chaumont. Sie ist umgeben von folgenden Nachbargemeinden:
| Oudincourt           | Vraincourt                                  |         |
| Annéville-la-Prairie | Kompassrose, die auf Nachbargemeinden zeigt | Bologne |
|                      | Bologne                                     |         |

## Bevölkerungsentwicklung

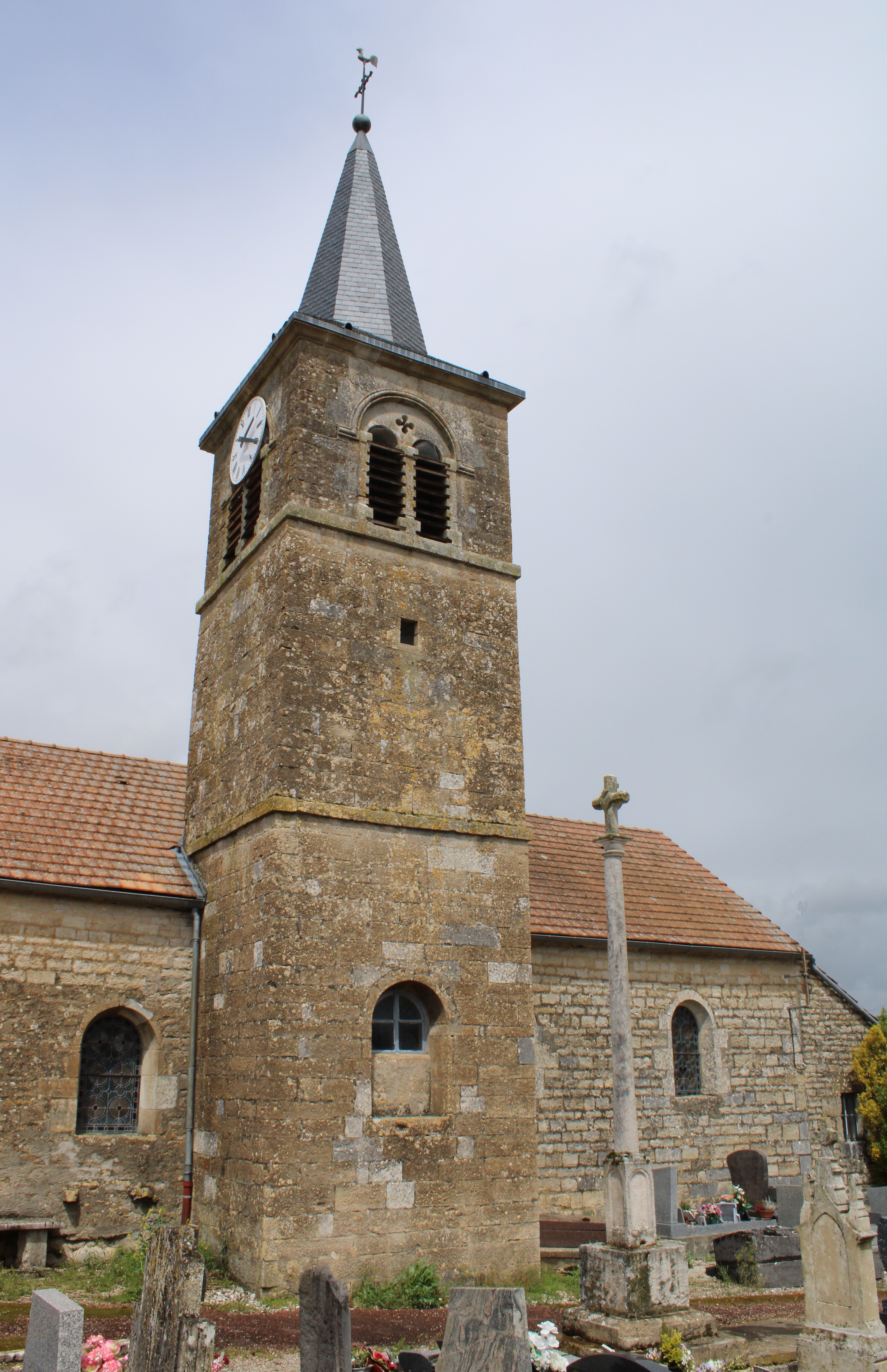
Kirche Mariä Himmelfahrt (Assomption-de-la-Vierge)

| Jahr                       | 1962 | 1968 | 1975 | 1982 | 1990 | 1999 | 2008 | 2019 |
| -------------------------- | ---- | ---- | ---- | ---- | ---- | ---- | ---- | ---- |
| Einwohner                  | 134  | 133  | 122  | 126  | 125  | 106  | 115  | 123  |
| Quellen: Cassini und INSEE |      |      |      |      |      |      |      |      |